# Dois Vizinhos
Dois Vizinhos est une ville brésilienne située dans l'État du Paraná. Sa population est estimée à 39 138 habitants (2015). Il a une superficie de 418 320 km2 et ses principaux accès sont par les routes PR-281, PR-473 et PR-493. En 2005, la ville a remporté le titre de Capitale Nationale du poulet, par la société Sadia S.A.
L'économie est diversifiée, avec plusieurs options dans les secteurs de l'agriculture, du commerce, des services et de l'industrie, où Dois Vizinhos est un pôle d'État en mécanique et vêtements.
Dois Vizinhos compte avec 144 établissements industriels, couvrant principalement l'industrie agroalimentaire, le textile, l'ameublement et les machines industrielles, employant 2 823 personnes.
La principale activité de l'économie reste la production de poulets. La ville est considérée aujourd'hui comme la capitale nationale du poulet, à posséder la plus grande production et le plus grand abattage de l'Amérique latine.
Dois Vizinhos est situé au sud-ouest de Paraná. Il est situé à environ 50 km au nord de Francisco Beltrão, à environ 120 km au sud de Cascavel et à peu près 450 km de la capitale de l'État, Curitiba.
La topographie est assez uniforme, formée pour des légères ondulations et des rares exceptions d'accidents. Le relief est ondulé, composé de plateaux. La région de Dois Vizinhos est située dans le domaine du Troisième Planalto de Paraná, près de la frontière avec l’état de Santa Catarina.
La température moyenne dans les mois plus chauds est supérieure à 30 °C, mais ne dépasse jamais 40 °C. Au hiver, les mois plus froids sont inférieurs à 18 °C, avec des températures négatives fréquentes, avec une humidité relative de l'air de autour de 65% et précipitations en moyenne de 2 100 mm par an.
Le territoire de Dois Vizinhos présente encore des forêts natives. La végétation est la forêt pluviale-subtropicale et la forêt d'Araucaria. L'araucaria est liée, en particulier aux endroits avec des altitudes supérieures à 500 mètres dans cette region du pays.
Pour l’éducation supérieure, Dois Vizinhos compte trois universités : UNISEP, Vizivali et un campus de l’UTFPR. Au total sont offerts 23 cours. Il se distingue comme un centre éducatif en pleine croissance dans toute la région du sud-ouest du Paraná.